# Pistoiese Football Club
La Pistoiese Football Club è una polisportiva calcistica con sede nella città di Pistoia. Milita in Serie D, la quarta divisione del campionato italiano.
Il club nella sua storia centenaria ha cambiato varie volte denominazione sociale: all'originaria Unione Sportiva Pistoiese del 1921 fece seguito la rifondata Associazione Calcio Pistoia del 1937 e il ritorno a U.S. Pistoiese nel 1945, denominazione tenuta fino al fallimento del 1988 e susseguente rifondazione come Associazione Calcio Pistoiese. Nel 2009,  a seguito di nuovo fallimento e rifondazione, la nuova denominazione fu Unione Sportiva Pistoiese 1921, che seguì la storia del club risalendo la china dall'Eccellenza Toscana. Nel 2024 a seguito di una situazione finanziaria al collasso il club fu dichiarato fallito e rinacque come  Fc Pistoiese tramite il passaggio del titolo sportivo dell'Aglianese a Pistoia, club dal quale fu anche rilevata la categoria di militanza, la Serie D da cui la U.S. Pistoiese 1921 era retrocessa causa ritiro anticipato dal campionato. Il miglior risultato sportivo della defunta Us Pistoiese fu la partecipazione al campionato di serie A 1980-81, che ne face l'unico club professionistico italiano insieme a Carpi e Treviso ad avere disputato una sola stagione nella massima divisione a girone unico.
La FIGC classifica la Pistoiese 59ª della propria graduatoria di tradizione sportiva.
La prima squadra disputa i suoi incontri interni allo stadio Marcello Melani.
Il proprio colore sociale è l'arancione.
È inoltre presente dal 2024 la squadra di futsal che sotto la stessa denominazione, milita nel campionato di Serie C2 e gioca le sue partite presso il Palafornaci di Pistoia.

## Storia

### Dalle origini agli anni 1960
La prima squadra di calcio della città, il Pistoia Football Club, venne fondata nel 1911. Per un decennio, fatta salva l'apparizione in FIGC del 1913/1914, stante la mancanza in città di un impianto sportivo omologato, l'attività della squadra fu quasi esclusivamente amatoriale. Nel 1919 il Pistoia aderì all'Unione Libera Italiana del Calcio, ma già nel corso del 1920 l'ente dei "liberi" iniziò a perdere la sua spinta iniziale e l'entusiasmo del club, anche a causa della perdurante impossibilità di poter disporre di un campo di gioco, ne risentì molto. Nel luglio di quell'anno, per iniziativa delle due società ginnastiche cittadine Ferrucci e Libertas, lo sport pistoiese intraprese il percorso per la creazione di una società polisportiva denominata "Unione Sportiva Pistoiese". Il progetto si concretizzò a fine 1921 quando il periodico "Il Popolo Pistoiese" nel numero 49-50 di giovedì 8 dicembre pubblicò la notizia dell'imminente costruzione dello stadio cittadino, necessario per lo svolgimento delle attività e, contestualmente, riferì che «La scorsa settimana si adunarono i promotori ed elessero il Consiglio direttivo». Tale notizia fu confermata il 31 dicembre 1921, quando lo stesso giornale in prima pagina scriveva: «La Unione Sportiva Pistoiese è ormai un fatto compiuto».
Il 4 marzo 1922, con atto stipulato nello studio del notaio Augusto Cappellini, la Pistoiese si costituiva in Società Anonima Cooperativa. Lo statuto recitava: «Come mezzi idonei a raggiungere il suo scopo, la società adotterà gli esercizi ginnastici, la scherma, il ciclismo ed altri sport affini, mediante la costituzione di speciali sezioni autonome che saranno rappresentate da un membro del consiglio e governate da un apposito regolamento». Nel consiglio entrò anche il presidente del Pistoia Foot-Ball Club Francesco Vallecorsi e la vecchia società cessò di esistere, abbandonando denominazione e colori, per confluire nella nuova polisportiva. Nel giugno 1922 lo stadio Monteoliveto vide la luce e il mese successivo l'U.S. Pistoiese disputò la sua prima partita, un'amichevole contro l'Audace, la seconda squadra cittadina (vittoria per 7-0). L'esordio in un campionato ufficiale avvenne il 14 gennaio 1923 (Fiorentina-Pistoiese 0-2, Terza Divisione 1922/23).
Nei primi anni di vita la società arancione si caratterizza per una vocazione di stampo europeo, essendo la città storicamente un crocevia dei cammini storico - religiosi da e per le aree geografiche del vecchio continente. Non è un caso che tra i protagonisti della nascita del calcio arancione troviamo gli ungheresi Árpád Hajós e János Nehadoma, con la maglia ispirata a quella dell'Olanda, che al pari della città di Pistoia ha una forte vocazione floro-vivaistica. Nel 1927 la Pistoiese vinse Coppa Arpinati. Vinse alcuni campionati minori fino ad approdare alla Divisione Nazionale nel 1928. Tra il 1929 e il 1936 partecipò al campionato cadetto sfiorando un paio di volte la massima serie, mentre il periodo tra il 1937 e il 1977 fu invece caratterizzato da una serie di saliscendi tra la Serie C, la Serie D, il campionato di Promozione, la IV Serie e una breve parentesi in Serie B subito dopo la seconda guerra mondiale, dove ottenne comunque un terzo posto.
La Pistoiese (che nel frattempo era stata rifondata come Associazione Calcio Pistoia dopo il collasso finanziario del 1937) gioca l'ultimo campionato nel 1939-1940 prima di un lungo stop a causa del conflitto mondiale, poiché le difficoltà societarie divennero enormi sia dal punto di vista umano che economico; pertanto, anche a Pistoia, seguendo l'esempio di altre società, si decide di cessare ogni attività agonistica. Dopo la Liberazione dall'occupazione tedesca e dal Fascismo, si raccolgono in città gruppi di appassionati e nel 1945 viene rifondata l'Unione Sportiva Pistoiese, che viene ammessa dalla Federazione al campionato di Serie C Centro Sud, girone A. Gli allenamenti si svolgono al campo di volo, le prime partite si giocano a San Piero Agliana.
Il 24 febbraio 1946 si gioca Pistoiese-Lucchese, una partita ritenuta decisiva per la promozione in Serie B. L'arbitro è il fiorentino Alfiero Goracci, lo stadio è pieno in ogni ordine di posti, c'è molta tensione tra i tifosi. La Lucchese passa in vantaggio con una rete giudicata irregolare e a causa di una serie di episodi controversi i tifosi pistoiesi abbattono la rete di recinzione, entrano in campo infuriati verso il direttore di gara, Goracci viene malmenato, qualcuno addirittura tenta di schiacciarlo con il rullo compressore che serve per spianare il terreno di gioco. L'arbitro viene giudicato guaribile in 2 mesi. Il campo della Pistoiese viene squalificato per 6 mesi. Gli arancioni sono costretti a giocare in trasferta tutte le gare rimanenti. Tuttavia si rendono vacanti alcuni posti per il completamento dei quadri della nuova Serie B strutturata su tre gironi: Pistoiese, Carrarese e Viareggio vengono quindi ammesse al campionato cadetto.
Le difficoltà arrivano quando nella stagione 1947-1948, a seguito della riunificazione del campionato di Serie B da tre ad un unico girone, la squadra non dispone di un organico capace di reggere il confronto e scivola in Serie C. Nella stagione 1950-1951 la squadra retrocede in Promozione al termine di uno spareggio disputato a Forlì contro la Fermana: decisivi risultarono quindi i due punti persi a tavolino a causa di una svista dei dirigenti societari che in una gara avevano schierato un giocatore squalificato. L'ennesima riforma dei campionati voluta da Barassi porta al varo della Serie C a girone unico e della IV Serie, quindi soltanto le prime 4 squadre classificate di ogni girone, più qualche ripescata, accederanno a quest'ultima. La Pistoiese scivola nei campionati dilettantistici regionali. Nella stagione 1952-1953 viene promossa in IV Serie.
Nella stagione 1956-1957, con Vannino Vannucci presidente, la Pistoiese spende 100 milioni. L'allenatore è Leonardo Costagliola, già portiere del Bari, della Fiorentina e della Nazionale. Gli arancioni tuttavia disputano un pessimo campionato. Sulla panchina l'allenatore-giocatore Bergamasco sostituisce l'esonerato Costagliola; a questo subentra Olivieri (un ritorno) e infine Alberto Tuci. La squadra, non senza sforzi, riesce a salvarsi. La stagione successiva si cambia, prima di tutto l'allenatore: Tagliasacchi, ex attaccante arancione, guiderà la Pistoiese al secondo posto alle spalle del promosso Pisa.
Nel campionato 1958-1959, la Pistoiese per 21 partite consecutive non conosce sconfitte, con 36 punti e 45 reti segnate. Emblematica è la partita giocata al Monteoliveto contro l'Empoli, diretto concorrente per la promozione. Gli arancioni vincono 6-0. Il bilancio finale di quel campionato recita 77 reti messe a segno; la difesa è la meno perforata con 24 reti subite. Così la squadra riguadagna la Serie C dopo 8 anni.
Gli anni 60 costituiscono un periodo stabile per la squadra di Pistoia, che milita in Serie C per 10 stagioni consecutive. L'undicesima sancisce la retrocessione in Serie D: fu la stagione 1970-1971, sotto la presidenza di Oriano Ducceschi.

### Anni 1970

La Pistoiese vincitrice del campionato di Serie D 1974-1975.

#### L'avvento alla Presidenza di Marcello Melani
All'inizio degli anni 70 la Pistoiese si ritrovava in Serie D. Allo spareggio nella stagione 1971-1972, giocato contro il Montevarchi a Firenze, il 3 giugno, la Pistoiese perde per 1-0: è ancora Serie D. Si giunge ad una svolta con l'abbandono del presidente Oriano Ducceschi nella stagione successiva. Al suo posto arriva Marcello Melani, che però al termine del campionato lascia la società, decidendo di interessarsi solo alla squadra da lui creata: l'Unione Valdinievole appena promossa in Serie D. Melani affida quindi la presidenza ad un suo uomo di fiducia, Ezio Giotti.

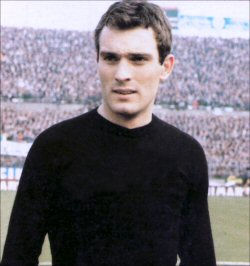
Lido Vieri, estremo difensore degli arancioni nella seconda metà degli anni 70.

La stagione 1973-1974 rappresenta un vero e proprio calvario per la Pistoiese, dato che tutte le attenzioni di Marcello Melani vengono rivolte solo alla propria squadra, l'Unione Valdinievole, che milita nello stesso campionato degli arancioni. Qualcuno fa notare a Melani che essere proprietario di due squadre inserite nello stesso campionato può generare un conflitto d'interessi. Melani prende quindi una decisione: lascia la sua squadra per dedicarsi "anima e corpo" alla Pistoiese, e promette la Serie A in cinque anni. Intanto è subito Serie C. A Pistoia arrivano giocatori come Palilla, Sergio Brio, Gattelli, Volpato, ma il presidente ancora non è soddisfatto dei risultati raggiunti. Si ritorna sul mercato con Sergio Borgo, Stefano Di Chiara, Picella, Dalle Vedove e il portiere Lido Vieri. La Pistoiese con Bruno Bolchi in panchina stravince il campionato di Serie C 1976-1977, e torna nella serie cadetta dopo 29 anni di assenza.

#### La storica promozione in Serie A
Dopo una stagione difficile, e la salvezza strappata solo nelle ultime battute del torneo, la squadra del 1978-1979 è la mina vagante del torneo cadetto, e fino alle ultime giornate tiene in apprensione Monza e Pescara, in lotta per la terza piazza.

La Pistoiese della stagione 1979-1980, promossa in Serie A per la prima volta nella sua storia.

Il primo giugno 1980 la Pistoiese, pareggiando con il Lecce, è matematicamente promossa in Serie A. Il presidente Marcello Melani, detto "Faraone" che molti consideravano, almeno all'inizio, un visionario, ha portato a termine il suo programma con un solo anno di ritardo (1974-1980). Uno degli artefici di questi anni fu la mezzala Mario Frustalupi, già campione d'Italia con Inter e Lazio, diventato il faro della squadra e poi uno dei giocatori più amati di tutti i tempi nella storia del club arancione. Tra gli altri artefici, va menzionato anche il poco più che trentenne Marcello Lippi.

### Anni 1980

#### La stagione in massima serie
La Pistoiese aveva già giocato in Divisione Nazionale (corrispondente all'attuale Serie A) nel campionato 1928-1929, arrivando dodicesima nel Girone B. La prima ed unica partecipazione al campionato di Serie A a girone unico fu quindi nella stagione 1980-1981.
La squadra, che esordì il 14 settembre 1980 perdendo di misura al Comunale di Torino contro i granata, fu simpaticamente accolta nell'olimpo del calcio italiano con l'appellativo di Olandesina, per via del colore delle maglie, una novità per i "piani alti" del calcio italiano. Sarà il giovanissimo e promettente centrocampista Paolo Benedetti a realizzare la prima storica rete dei toscani in massima serie in Pistoiese-Udinese 1-1 del 21 settembre 1980.
Il campionato 1980-1981 è ricordato ai più per la riapertura del mercato agli stranieri: per la prima volta infatti, dopo una ventina di anni di autarchia, le squadre italiane possono acquistare un calciatore a testa proveniente dall'estero. Marcello Melani manda in Brasile alla ricerca di talenti l'allenatore in seconda Giuseppe Malavasi, che ritorna con un nome: Luís Sílvio Danuello, il presidente lo ingaggia, quasi a scatola chiusa. Il giocatore brasiliano della Pistoiese è ricordato ancora oggi per essere stato uno dei più grandi "bidoni" della storia del calcio italiano, con leggende metropolitane annesse sul suo conto.

La Pistoiese della stagione 1980-1981, alla sua prima e fin qui unica apparizione in massima serie.

Nonostante l'acquisto bizzarro, la Pistoiese fece un buon girone d'andata. L'inizio fu in realtà un po' stentato, tanto che il presidente Melani intervenne nel mercato di novembre con gli acquisti dell'attaccante Vito Chimenti (per lui 9 reti alla fine della stagione) e dell'esperto difensore ex-Inter Mauro Bellugi; fu inoltre operato un cambio alla guida tecnica, con l'arrivo di Edmondo Fabbri, che avrebbe dovuto sostituire l'esordiente Lido Vieri dalla sesta giornata di ritorno dopo la sconfitta casalinga contro l'Ascoli. Ma il tecnico bolognese, a sorpresa, pretese che l'ex portiere dell'Inter e del Torino dei bei tempi andati lo affiancasse nel suo lavoro.
Di lì a poco, il gruppo costituito da giovani promesse - perlopiù esordienti - e di calciatori d'esperienza inanellò una serie di risultati positivi: alla 12ª giornata gli arancioni espugnarono Catanzaro con il punteggio di 1-3, con reti di Chimenti, Badiani e Paganelli. Vittoria questa particolarmente rilevante in quanto fu la prima vittoria esterna in Serie A nella storia dei toscani e valse un provvisorio sesto posto in classifica, seppur in coabitazione con Brescia, Cagliari, Catanzaro, Como e Fiorentina. La settimana seguente fecero ancora meglio raggiungendo il loro apice vincendo proprio il derby toscano coi viola a Firenze, con il punteggio di 2-1 (gara in cui segna ancora Badiani, che ancora oggi è ricordato con grande affetto dal pubblico pistoiese per quella storica e decisiva rete), grazie al quale gli arancioni confermarono il momentaneo sesto posto in classifica, ma questa volta in solitaria.
Fu questo il punto più alto nella storia della Pistoiese, che con una squadra formata da "vecchietti" stupi l'Italia, tanto che qualche giornale locale parlò addirittura di Coppa UEFA. Tuttavia il derby con la Fiorentina fu l'ultima vittoria stagionale; già dalla domenica successiva, infatti, la situazione cambiò in maniera radicale. Dopo il derby di Firenze la Pistoiese ospitò infatti la capolista Roma; i giallorossi si portarono in vantaggio al 2º con Pruzzo, chiudendo il primo tempo in vantaggio per 1-0 nonostante la reazione veemente della Pistoiese, che al 65º ottenne pure un calcio di rigore per un fallo subito da Rognoni. Sebbene fosse proprio Rognoni il rigorista della squadra, tocco a Chimenti tentare di battere Tancredi (Rognoni non si era ancora ripreso dall'infortunio); la palla colpì la traversa e sul capovolgimento di fronte la Roma raddoppiò con un'autorete di Borgo. Con gli arancioni frastornati finì 0-4 per la Roma.
Serie A 1980-1981
Firenze, 18 gennaio 1981, Stadio Comunale

13ª giornata
 Fiorentina – Pistoiese 

1 – 2

- Fiorentina: Galli, Contratto (63' Novellino), Tendi, Galbiati, Guerrini, Casagrande, Sacchetti, Manzo, Fattori, Antognoni, Bertoni.
- Allenatore: Paolo Carosi

- Pistoiese: Mascella, Zagano, Borgo, Benedetti, Berni, Lippi, Badiani, Agostinelli, Rognoni, Frustalupi (88' Paganelli), Chimenti.
- Allenatore: Lido Vieri (D.T. Edmondo Fabbri)

- Marcatori:  34’ Rognoni (P),  39’ (rig.) Antognoni (F),  44’ Badiani (P)

Da questa partita iniziò il calvario della Pistoiese, che nonostante il girone di andata chiuso in undicesima posizione con 13 punti e l'accantonamento del brasiliano Luís Sílvio Danuello (del tutto avulso dal gioco e per di più impiegato in un ruolo non suo) andò incontro ad un pessimo girone di ritorno, caratterizzato da una lunga serie di sconfitte (diversi furono i punti persi soprattutto negli ultimi minuti di gioco), ottenendo solamente tre punti in altrettanti pareggi, e perdendo le ultime 9 partite di campionato. Ad affossare la Pistoiese furono anche alcuni episodi controversi, tra i quali quello di maggior rilevanza avvenne in corrispondenza dell'incontro casalingo contro l'Inter, alla 22ª giornata: in vantaggio con Chimenti al 34', la Pistoiese fu raggiunta al 65' da Beccalossi, che al 74' segnò un contestatissimo rigore concesso per un fallo di mano di Borgo e che sancì la prima di nove sconfitte consecutive; Edmondo Fabbri, a fine partita, protestò in maniera veemente, ricevendo sei mesi di squalifica. Tre giornate più tardi, in Pistoiese-Juventus, fu il bianconero Furino a commettere un fallo simile a quello di Borgo in Pistoiese-Inter, ma questa volta non venne concesso il rigore che avrebbe potuto consentire alla Pistoiese di accorciare le distanze (la Juventus conduceva per 2-0 e la partita finirà 3-1 per i bianconeri). La Pistoiese terminò così il campionato all'ultimo posto con 16 punti, venendo sorpassata all'ultima giornata anche dal Perugia, che era partito con la penalizzazione a causa dello scandalo del calcioscommesse.

#### Retrocessione in Serie C2, gestione Dromedari e fallimento
Seguirono anni bui per la Pistoiese: prima ci fu la retrocessione in Serie C1 già nel 1983-1984 (fatale il pari alla penultima giornata a San Benedetto del Tronto, che rese inutile la successiva vittoria in casa contro la Cavese caduta anch'essa in C1), quindi la retrocessione in Serie C2 l'anno seguente.
La squadra era nel frattempo passata nelle mani di Roberto Dromedari, un industriale del settore calzaturiero con un fortissimo export negli Stati Uniti, che però, a causa della svalutazione del Dollaro, subì un crack finanziario.
Negli anni della Serie C2 l'allenatore della Pistoiese per la stagione 1987-1988 fu il futuro campione del mondo Marcello Lippi, già nella rosa degli arancioni nell'anno disputato nella massima serie.

Una formazione della stagione 1984-1985

#### La nascita dell'A.C. Pistoiese
Alla fine della stagione 1987-1988 la vecchia U.S. Pistoiese del presidente Dromedari venne dichiarata fallita e, dopo la conseguente radiazione dai campionati professionistici, un gruppo di sportivi pistoiesi creò dal nulla una nuova società, con appena 20 milioni di lire di capitale sociale: l'Associazione Calcio Nuova Pistoiese 1988. Viene nominato presidente lo stesso Mario Frustalupi che solo pochi anni prima, nel 1980, aveva contribuito a portare la Pistoiese in Serie A.
A margine di un'estate turbolenta, riescono insieme ad iscrivere la Nuova Pistoiese al Campionato Interregionale, al tempo il primo livello dilettantistico del campionato italiano di calcio. A guidare la squadra viene chiamata un'altra bandiera arancione, Ronaldo Lomi, che nel corso della stagione pagherà un inizio stentato e sarà sostituito da Carmelo Palilla, altro ex arancione, che negli anni a venire diventerà il secondo di Gian Piero Ventura seguendolo nelle sue esperienze alla guida della stessa Pistoiese, poi al Lecce, al Cagliari, alla Sampdoria e all'Udinese. Ecco una formazione della Nuova Pistoiese 1988: Passaretta, Meoni, Boldini, Bellini, Battiston, Gori, Magni, Dati, Dal Fiume, Berruti, Molteni.

### Anni 1990

#### L'arrivo di Roberto Maltinti
Nel 1989, ad apportare forze fresche nella società ci pensa l'imprenditore pistoiese Roberto Maltinti, erede di una famiglia che si distinse in città per aver posto le basi per la grande ascesa del basket a Pistoia negli anni 80 (e che poi tornerà al "primo amore", per intercessione di Piero Becciani, la Pistoia Basket 2000, nata dalle ceneri dell'originaria Olimpia Basket, dal 2005).
Tra il 1988-1989 e il 1993-1994 la Pistoiese - che nel frattempo, l'11 gennaio 1990, perde l'aggettivo "Nuova", diventando Associazione Calcio Pistoiese - sotto la guida dell'allenatore Gian Piero Ventura si rese protagonista della risalita dal Campionato Interregionale fino alla Serie C1, per poi raggiungere la Serie B l'anno seguente, dopo la finale play-off giocata a Bologna contro la Fiorenzuola vinta ai rigori, con Roberto Clagluna in panchina.

La Pistoiese 1994-1995 che conquistò la promozione in Serie B.

L'anno successivo, nonostante alcune importanti vittorie (2-0 in casa contro la Reggiana di Carlo Ancelotti, 3-2 a Verona contro l'Hellas, 2-1 a Pistoia contro il Perugia) e nonostante le buone prestazioni di alcuni dei suoi giocatori più rappresentativi (Giuseppe Lorenzo, Angelo Montrone, Claudio Sclosa, Andrea Bellini, Alberto Nardi), alla lunga, il peso della categoria si rivela insostenibile. Il ritorno in cadetteria sarà solo una parentesi, che si concluderà con la retrocessione all'ultimo posto.
Arrivata in Serie C, la Pistoiese operò un drastico ridimensionamento, puntando su molti giovani sconosciuti e lottando per l'obiettivo minimo di permanenza nella terza serie nazionale. Nel 1997 la società passò nelle mani del trio Ferrari-Baldi-Dozzi: in seguito alla salvezza conquistata ai play-out contro il Novara, però, decidono, di comune accordo, di tirarsi indietro. Maltinti, che ancora figura come presidente, non ha più molti tifosi dalla sua parte, e lui stesso non è più in grado, e forse neanche più desideroso, di proseguire questa avventura. In estate, a farsi avanti per l'acquisizione del club è a sorpresa la Snai di Lucca, nella persona del suo proprietario, Maurizio Ughi. Ma sarà un lunghissimo tira e molla che si concluderà con un nulla di fatto.

#### L'era Bozzi alla presidenza
A quel punto ritorna in auge la figura di Luciano Bozzi, che si mostra più concreto e più interessato rispetto al patron della Snai, al quale Maltinti cede la società a costo zero. La stagione termina con un'altra salvezza conquistata ai play-out, contro l'Alessandria. Nella squadra spicca la presenza degli ex viola Sergio Domini e Daniele Beltrammi, del "Sindaco" Marco Osio e di Valerio Mazzucato, decisivo nel rush finale per la salvezza.

La Pistoiese 1998-1999 che vinse i play-off di Serie C1.

La squadra fece ritorno in cadetteria al termine del campionato di Serie C1 1998-1999 in virtù della vittoria nel contestato spareggio di Cremona contro il Lumezzane. Al gol del 2-1 per la Pistoiese (segnato da Claudio Pelosi e che determina il risultato finale), il portiere del Lumezzane Marco Borghetto resta a terra dopo lo scoppio di una bomba carta. L'ordigno, proveniente dalla curva dei tifosi pistoiesi, scoppia a pochi metri da lui. I sanitari del Lumezzane decidono che non può continuare e chiedono la sostituzione del portiere. Il Lumezzane presenterà ricorso ufficiale per ottenere la vittoria a tavolino ma alla fine la C.A.F. confermerà il risultato del campo, pur condannando la Pistoiese ad una penalizzazione di 4 punti nel successivo torneo cadetto.
Nonostante la penalizzazione iniziale, la Pistoiese riesce, nel campionato di 1999-2000, a salvarsi, grazie alla guida del tecnico Andrea Agostinelli, fautore della promozione, classificandosi al sedicesimo posto, dopo il doppio spareggio salvezza che condanna il Cesena alla retrocessione in Serie C1.

### Anni 2000
Nella stagione 2000-2001 ancora con la presidenza di Luciano Bozzi, alcuni giocatori emergono particolarmente, contribuendo in maniera sostanziale al raggiungimento dell'obiettivo salvezza per la squadra toscana. Tra questi, il portiere David Dei, gli esterni di centrocampo Daniele Bellotto e Giuseppe Castiglione, Daniele Amerini, i difensori Ghislain Akassou, David Bianchini e il capitano Andrea Bellini, gli attaccanti Francesco Baiano e Girolamo Bizzarri. La società si dà una struttura nella comunicazione, con il direttore marketing, Giulio Iozzelli, l'addetto stampa Stefano Baccelli e il responsabile per la pubblicità Nicolò Frustalupi.
La stagione 2001-2002, nonostante la presenza di diversi giocatori navigati d'esperienza con un passato di livello, e cioè il portiere Daniele Balli, la coppia di centrali Andrea Bellini-Bianchini, il regista Pierpaolo Bisoli e gli ex centravanti viola Francesco Baiano e Giacomo Banchelli, che costituiscono l'asse portante titolare, dopo tre stagioni consecutive fra i cadetti, la Pistoiese farà ritorno in Serie C1.
Nel frattempo, il 29 marzo 2002 muore a Pescia Marcello Melani. Quattro anni più tardi, il 12 dicembre 2006, a lui verrà intitolato lo Stadio Comunale di Pistoia.

#### La presidenza Fagni
A seguito della retrocessione e delle pesanti contestazioni dei tifosi nei suoi confronti, Luciano Bozzi decide di passare la mano, e nel 2003 la Pistoiese diventa di proprietà dell'industriale Anselmo Fagni, fondatore, nel 1972, della "Fabo S.p.A.", impresa diventata leader a livello mondiale nel settore dei nastri adesivi. Il nuovo proprietario, ben voluto da tutto l'ambiente, ma già malato da tempo di cancro, scompare il 2 novembre 2005, lasciando il club al figlio Maurizio. Sono anni in cui la squadra gioca un bel calcio, grazie anche a due allenatori che arriveranno a conquistare panchine in palcoscenici più ambiziosi: Walter Mazzarri e Massimo Ficcadenti.
Con Anselmo Fagni alla presidenza e Bruno Tedino in panchina, la Pistoiese sfiora la promozione in Serie B nella stagione 2004-2005, arrivando a tre giornate dalla fine del campionato a un solo punto dal quinto posto in classifica, l'ultimo valevole per la qualificazione ai play-off; gli arancioni, però, perderanno lo scontro diretto con il Frosinone e non riusciranno ad andare oltre il sesto posto in classifica. La stagione successiva, che vedeva gli arancioni come favoriti per la promozione in serie cadetta, fu caratterizzata da un girone d'andata disastroso, con la squadra costantemente agli ultimi posti e spesso relegata in fondo alla classifica; Tedino venne perciò esonerato e sostituito da Stefano Di Chiara, con il quale gli arancioni sembrarono riprendersi, ma i risultati tornarono a peggiorare e fu necessario il ritorno di Tedino nel finale di stagione per ottenere una salvezza tranquilla, conseguendo anche risultati di rilievo come la vittoria per 4-1 con la Sassari Torres (terza classificata alla fine del torneo) e i pareggi con Grosseto, Sangiovannese e Frosinone, quest'ultimo promosso poi in Serie B.

#### La gestione Braccialini e il secondo fallimento
Nel giugno 2007, dopo una stagione conclusa al nono posto ma con soli due punti di distacco sulla zona play-out, il 97% della società viene ceduto alla famiglia Braccialini (il restante 3% resta nelle mani di Romeo Dozzi), proprietaria della "Braccialini Sport S.r.l.", per una cifra che si aggira intorno ai 3 milioni di euro.. La nuova proprietà promette la Serie B in tre anni A stagione cominciata viene promosso in panchina l'ex bandiera arancione Andrea Bellini, esonerando il più navigato D'Arrigo, ma non avendo il patentino necessario per allenare, dopo poche gare gli fu affiancato Mario Ansaldi, un altro ex che mosse i suoi primi passi nel calcio proprio con la maglia della Pistoiese negli anni 80. Nel mese di marzo 2008, tuttavia, anche la coppia Bellini-Ansaldi, a causa dei risultati negativi, fu sollevata dall'incarico. Alla guida tecnica fu quindi chiamato Corrado Benedetti che, con un discreto finale di stagione, culminato con la doppia vittoria ai play-out con la Sangiovannese (allenata dell'ex Tedino), condusse gli arancioni verso la salvezza. Restano impresse come icona di un vero miracolo, le lacrime versate da Corrado Benedetti a salvezza conquistata.
La famiglia Braccialini è poco sostenuta dal pubblico pistoiese, che non perdona un campionato di basso profilo dopo le promesse iniziali e poco conta che il presidente Massimiliano fosse tifoso di vecchia data all'epoca dell'acquisizione del club. Tuttavia la proprietà continua a gestire il club nonostante i propositi di cessione, determinati dall'affacciarsi della crisi economica che colpisce in modo particolare l'edilizia. Dopo aver disputato il campionato 2008-2009 nella neonata Lega Pro Prima Divisione, la nuova denominazione della vecchia Serie C1, gli effetti della crisi societaria finiscono per riflettersi in campo, tant'è che la squadra retrocede in Lega Pro Seconda Divisione a seguito della sconfitta per 1-0 subita dal Foligno il 7 giugno 2009 nei play-out, nonostante la vittoria per 2-1 conquistata nella gara di andata.
Il 19 giugno 2009, a soli due anni dall'acquisizione, la famiglia Braccialini riesce a vendere il pacchetto azionario della società al gruppo imprenditoriale "Seam S.r.l." di Bologna, operante nel settore metallurgico.
Il 14 luglio 2009 la Pistoiese viene radiata dal campionato di Lega Pro Seconda Divisione a causa della mancanza di garanzie finanziarie. Ironia della sorte, la squadra sarebbe stata riammessa in Prima Divisione, quale società in prima posizione nella classifica dei ripescaggi. Al suo posto è ripescata la Feralpi Salò. A distanza di 21 anni, quindi, il club arancione crolla nuovamente, stavolta non perché oberato dai debiti (tra debiti e crediti il bilancio era quasi in pareggio), ma per l'incapacità dei nuovi proprietari di presentare la prevista garanzia fidejussoria. Nonostante l'imprenditore viareggino Salvatore Righi si sia dichiarato pronto ad aiutare la nuova società, a nulla varrà il ricorso intentato dal nuovo proprietario, Roberto Bortolotti, alla Corte di Giustizia del CONI prima e al T.A.R. del Lazio poi.

#### La ripartenza in Eccellenza
Tra luglio ed agosto si attiva il sindaco di Pistoia, Renzo Berti, che il 13 agosto 2009 fonda una nuova società, denominata Unione Sportiva Pistoiese 1921 S.r.l.(recuperando quindi la storica denominazione societaria). Il club viene affiliato alla Federcalcio e ammesso a partecipare, in sovrannumero, al Campionato Regionale di Eccellenza Toscana, nel Girone B.
A dicembre, il sindaco Renzo Berti lascia la presidenza a Fabio Fondatori, capo di gabinetto del Sindaco e membro del consiglio di amministrazione della nuova Pistoiese. Fondatori rimane presidente fino alla fine della stagione e si distingue per rilanciare nella tifoseria l'attaccamento e la passione verso gli arancioni, dopo le delusioni degli ultimi anni. La presidenza Fondatori fu richiesta dai soci, Bozzi, Fontana, Ferrari e Bonechi per contare su un accompagnamento istituzionale, visto il ruolo svolto da Fondatori presso il Comune di Pistoia, nel primo anno di rinascita della società.
La nuova società si compone di molti volti noti al calcio pistoiese, che già in passato avevano fatto parte del club: si pensi allo storico segretario Rolando Mazzoncini, all'addetto stampa Stefano Baccelli, all'ex presidente Luciano Bozzi e ad Andrea Bonechi, dirigente ai tempi di Maltinti. Proprio Bonechi, nell'ottica di un recupero dell'identità storica del club arancione, decise di donare una maglia all'ex presidente Maltinti, che si era esposto in prima persona per la rinascita della Pistoiese ai tempi del primo fallimento (1988). Nello statuto dell'U.S. Pistoiese 1921, caso probabilmente unico in Italia, si sancisce il divieto di acquisizione futura del club da parte di una proprietà non pistoiese (puntualmente disatteso dopo il centenario).
Tuttavia, nonostante il ritorno dell'attaccante Giacomo Banchelli, un lusso per la categoria nonostante l'età, la squadra disputa un campionato ben al di sotto delle aspettative, e solo con l'esonero di Oliviero Di Stefano, e l'ingaggio di un allenatore esperto della categoria, Brunero Bianconi, ritrova parzialmente i punti persi all'inizio del torneo, riuscendo ad arrivare seconda qualificandosi ai play-off nazionali, dai quali il 30 maggio 2010 escono sconfitti per 1-0 contro la squadra abruzzese del Mosciano.

### Anni 2010

#### L'era Ferrari
Nella stagione 2010-2011 inizia l'era del presidente Orazio Ferrari. La squadra, dopo essere sempre stata capolista dalla prima all'ultima giornata con il nuovo allenatore Riccardo Agostiniani, riesce ad ottenere la promozione matematica in Serie D il 27 marzo 2011, vincendo a Forte dei Marmi per 1-3 alla 32ª di campionato. Il presidente Orazio Ferrari che con il figlio Marco, il presidente della Holding arancione Andrea Bonechi e i consiglieri Gabriele Matteoni e Marco Frosini costituiranno lo staff dirigenziale anche per le due successive stagioni calcistiche di Serie D.
Nella stagione 2011-2012, inserita nel girone D, chiude al settimo posto, dopo una rimonta nel girone di ritorno che segue ad un girone d'andata chiuso a ridosso della zona retrocessione. A fine stagione il tecnico fautore della rimonta, Paolo Indiani, che era subentrato ad Alessandro Birindelli, annuncia la separazione consensuale dalla Pistoiese: seguirà il direttore generale Paolo Giovannini al Pontedera. Il club arancione affida la panchina a Leonardo Gabbanini, proveniente dal settore giovanile della Fiorentina: a 32 anni è il più giovane allenatore nella storia della Pistoiese.
La stagione 2012-2013 vede gli arancioni inseriti in un girone pieno di nobili decadute e aspiranti alla promozione: Massese, Lucchese, la rifondata SPAL oltre all'ambiziosa Tuttocuoio e alla sorpresa Atletico Pro Piacenza, seconda squadra della città piacentina, che resta in vetta alla classifica fin dalle prime battute e che diventa ben presto la squadra da battere. Tuttavia, nonostante le ambizioni, è proprio la Pistoiese la squadra più in difficoltà del "lotto", tant'è che, all'indomani della sconfitta patita per 2-0 proprio sul campo della capolista emiliana il 17 febbraio 2013, che fa scivolare gli arancioni al settimo posto e a ben 14 lunghezze dalla vetta, la società decide di esonerare l'esordiente Gabbanini e di ingaggiare un tecnico esperto, Massimo Morgia. Con il nuovo mister gli arancioni risalgono la china ma chiudono al quinto posto, con il campionato vinto con un turno di anticipo dal Tuttocuoio. Ai play-off supererà prima e seconda fase vincendo prima a Massa con i padroni di casa in gara unica e a seguire a Piacenza con l'Atletico Pro Piacenza. Sarà sconfitta durante la terza fase delle finali nazionali nella trasferta di Santhià, in provincia di Vercelli. Si profila la possibilità del ripescaggio in Lega Pro Seconda Divisione, ma la società, dopo un'attenta valutazione delle spese e soprattutto delle difficoltà che quel campionato avrebbe comportato (ben nove retrocessioni in vista della nuova Lega Pro unica) decide di disputare nuovamente la Serie D, dove domina dalla prima giornata conquistando la promozione con tre giornate di anticipo in Lega Pro il 13 aprile 2014 pareggiando 2-2 con la Pianese in campo esterno. Nonostante gli ottimi risultati conseguiti il Presidente Orazio Ferrari decide per la stagione successiva di non confermare il tecnico Morgia e, dopo aver ampliato la struttura societaria con l'ingaggio dell'esperto Direttore Sportivo Nelso Ricci, su suggerimento dello stesso ingaggia l'ex centroavanti anche della Nazionale italiana Cristiano Lucarelli, l'anno prima sulla panchina del Viareggio in Lega Pro Prima Divisione.
La stagione 2014-2015 nel girone B della Lega Pro vedrà gli arancioni, dopo un ottimo girone di andata, che porterà la squadra toscana a ridosso della zona play-off, calare nettamente in quello di ritorno, tanto che, dopo la sconfitta casalinga per 2-0 contro il Grosseto, il tecnico Lucarelli verrà esonerato e sostituito dall'esperto Stefano Sottili, il quale condurrà la squadra al 14º posto in classifica e relativa salvezza diretta.
Il 12 giugno 2015 la società arancione presenta ufficialmente il nuovo allenatore Massimiliano Alvini, che guiderà la Pistoiese nella stagione 2015-2016. Dopo un campionato piuttosto deludente sotto il profilo sia del gioco che dei risultati,con la squadra sempre nelle ultime posizioni di classifica, il 12 aprile 2016 la dirigenza decide di esonerarlo: al suo posto arriva Valerio Bertotto, chiamato a condurre gli arancioni alla salvezza.
Nella stagione 2016-2017 la Pistoiese si affida all'esperto allenatore Gian Marco Remondina, uno dei tecnici più quotati della categoria, e si presenta ai nastri di partenza con una squadra ambiziosa con l'obiettivo dichiarato dei play-off, complice anche un mercato che vede la conferma in arancione di Corrado Colombo(arrivato a metà stagione precedente) nonché acquisti importanti come il giovane attaccante Emmanuel Gyasi e l'esperto portiere Ivano Feola. Nonostante un gioco spesso discreto gli arancioni disputano una stagione molto mediocre sotto il profilo dei risultati, complice una fase difensiva non sempre all'altezza, concludendo l'annata al 13º posto fuori dall'allargata zona play-off, dopo che nel finale di stagione il tecnico Remondina è stato esonerato a favore di Gianluca Atzori.
Per la stagione 2017-2018 sulla panchina arancione c'è il ritorno dopo cinque anni di Paolo Indiani, già allenatore della Pistoiese in Serie D; la squadra, che anche stavolta punta ai play-off, disputa un campionato altalenante che vede gli arancioni conquistare ben 33 punti tra le mura amiche (solo 3 in meno rispetto al Livorno vincitore del girone), ottenendo però soltanto una vittoria fuori casa (contro l'Arezzo, alla 3ª giornata di campionato). La squadra disputa comunque un campionato tranquillo, trascinata dalle parate del portiere Andrea Zaccagno (nazionale under 20) e dai gol dell'attaccante italo-argentino Franco "El Loco" Ferrari, mostrando spesso un buon calcio e rendendosi protagonista di diverse prestazioni positive che permettono alla Pistoiese di qualificarsi ai play-off per la prima volta dal 1999 (anno dell'ultima promozione in Serie B) e di centrare l'accesso al tabellone della Coppa Italia per la stagione 2018-2019 (per gli arancioni si tratta della prima partecipazione alla coppa nazionale dopo la rifondazione del 2009). La partecipazione ai playoff termina però immediatamente a seguito della sonora sconfitta per 5-0 in casa della Carrarese.
La stagione 2018-2019 vede gli arancioni disputare un campionato più sofferto del precedente: prima della fine del girone di andata, con la Pistoiese relegata nelle zone basse della classifica, Indiani viene esonerato per far posto ad Antonino Asta. Con l'allenatore siciliano la squadra esprime un buon gioco e riesce gradualmente ad allontanarsi dalla zona play-out, senza tuttavia arrivare a lottare concretamente per i play-off anche a causa di diversi risultati negativi, frutto di numerosi errori individuali e di una scarsa vena realizzativa degli attaccanti, nonostante l'arrivo, nella sessione invernale di mercato, dell'ex attaccante dell'Inter Matteo Momentè. Al termine della stagione, dopo la salvezza conquistata in anticipo, la Pistoiese decide di interrompere la collaborazione con Asta.
Nella stagione 2019-2020 gli arancioni ripartono sotto la guida di Giuseppe Pancaro con una squadra giovane ma ambiziosa, in cui spicca il ritorno, dopo ben 14 anni, dell'ex capitano Francesco Valiani (reduce da varie stagioni tra Serie A e Serie B) oltre ad acquisti di buon livello come il portiere Matteo Pisseri, il difensore Vincenzo Camilleri e gli attaccanti Luigi Falcone e Niccolò Gucci (anche per quest'ultimo un ritorno in arancione dopo 7 anni). Gli arancioni disputano un campionato piuttosto lineare, senza particolari guizzi ma con pochissime sconfitte(a fine stagione saranno ben 15 i pareggi) concludendo anticipatamente l'annata, causa interruzione della stagione a causa della pandemia da Covid-19 al 12º posto, appena fuori dalla zona play-off. Al termine della stagione Pancaro e la società decidono di porre fine al rapporto.

### Anni 2020

#### Retrocessione, crisi societaria e ripescaggio
Proprio nella stagione 2020-2021, quella dell'attesissimo centenario, la Pistoiese subisce una retrocessione diretta senza passare dai play-out, che negli anni precedenti era riuscita ad evitare. Si tratta di un'annata decisamente negativa, con la squadra classificatasi terz'ultima dopo un girone di ritorno deficitario nonostante tre cambi di allenatori (da Nicolò Frustalupi, figlio di Mario, alla sua prima esperienza da capo allenatore, a Giancarlo Riolfo, per concludere con Stefano Sottili). La retrocessione, la prima per il Presidente Orazio Ferrari dopo dieci anni, amareggia il patron arancione che rassegna le dimissioni dal club e mette gratuitamente a disposizione le azioni del sodalizio di cui detiene la maggioranza. L'intercessione del Sindaco di Pistoia Alessandro Tomasi non si concretizza in un passaggio di proprietà essendosi presentati solo alcuni soggetti non ritenuti in grado di offrire le necessarie garanzie: nel frattempo il club viene comunque regolarmente iscritto alla Serie D dal medesimo Ferrari, che grazie anche all'intervento del sempiterno sponsor Vannino Vannucci e dell'ex Presidente Maurizio Fagni, ottiene il ripescaggio in Serie C e il ritorno tra i professionisti.

#### La parentesi tedesca di Lehmann e la retrocessione in Serie D
Il 20 gennaio 2022 la maggioranza del pacchetto azionario detenuta dalla famiglia Ferrari stanca del clima di pessimismo che aleggia in città passa all'imprenditore tedesco Stefan Lehmann, ratificata davanti al Notaio Zogheri. Si tratta di un evento epocale poiché per la prima volta l'olandesina passa non solo ad una proprietà non pistoiese, ma addirittura in mani straniere. Lehmann, classe 1962, originario di Jena (ex Germania Est), operante nel settore dell'edilizia, ha effettuato l'acquisizione attraverso la "Digimark Group S.r.l.". L'avvento della nuova proprietà porta ad un radicale ricambio nel settore tecnico quando la squadra occupa il terzultimo posto nel campionato di Serie C. Tale cambiamento di proprietà, e ricambio di gran parte della rosa - ad opera nel nuovo D.S. Gianni Rosati, tornato alla Pistoiese dopo quasi 20 anni - non basta alla Pistoiese di evitare i play-out contro l'Imolese, che gli arancioni affrontano da terzultimi stessa posizione in cui li aveva lasciati Ferrari e quindi in una posizione di classifica svantaggiosa in caso di parità di punteggio nei 180 minuti. Dopo un gara di andata in casa che la Pistoiese vince per 2-1, il ritorno decreta la sconfitta degli arancioni per 1-0 a pochi minuti dalla fine. È un'amarissima retrocessione per la squadra toscana, costretta ora a giocare in Serie D.
La stagione 2022-2023, partita con roboanti propositi di promozione diretta, si caratterizza per un avvio negativo (che costa la panchina ad Emmanuel Cascione) che costringe la Pistoiese ad una estenuante rincorsa sulla Giana Erminio per tutto il resto del campionato con il nuovo allenatore Luigi Consonni; tuttavia la capolista mantiene un trend sempre positivo, cosicché sfuma l'obiettivo del salto di categoria con la squadra piazzatasi al secondo posto.

#### L'avvento del trust guidato da Maurizio De Simone, l'esclusione dal campionato e il fallimento
Nell'estate del 2023, senza nessun preavviso, le quote della Pistoiese passano di proprietà dalla "Holding Arancione" di Stefan Lehmann alla nuova "Holding US Pistoiese 1921" (guidata dall'Avvocato Alessandro Gammieri), facente capo alla società in trust "Orange" con sede in Gran Bretagna, a Willesden, periferia nord-ovest di Londra. Nella veste di garante del trust figura Maurizio De Simone, ex Amministratore Delegato del Trapani - il cui fallimento gli ha comportato una squalifica dalla FIGC di 5 anni, fino a maggio 2026. L'anno precedente lo stesso De Simone già operava nel club in qualità di responsabile amministrativo della "Omav", società di servizi che supportava e sponsorizzava il club arancione. De Simone conquista il vertice societario quale socio unico della "Jade Group Limited", amministrata dalla trustee Matilda Jace. La stagione inizia con il riconfermato Consonni in panchina, che però viene esonerato il 22 ottobre 2023, dopo la sconfitta sul campo del Forlì e con la squadra appena due punti sopra la zona playout. Viene chiamato Manolo Manoni, ex giocatore della "scuderia" di Rosati, ma dopo appena 11 giorni, in seguito alla sconfitta in casa dell'Imolese, Consonni viene richiamato alla guida della squadra. Anche per questo, e per altri motivi di natura tecnica, Gianni Rosati è esonerato in aperta polemica con il club arancione. A partire dal mese di Novembre il club opera un drastico cambio degli obiettivi societari rescindendo i contratti di tutti i giocatori della prima squadra ed esonerando l'intero staff tecnico il 19 dicembre, tre giorni dopo il pari sul campo del Corticella. Dato l'azzeramento della "rosa", la squadra è scesa in campo al "Melani" contro il Lentigione con la formazione dell'Under 19, guidata dal tecnico della medesima Gabriele Parigi - che sarà poi promosso come capo allenatore il 28 dicembre -, chiudendo il 2023 con una sconfitta 0-3. Maurizio De Simone, nel corso di una conferenza stampa indetta per il 27 dicembre, spiegherà che la società, per non rischiare il fallimento, è stata costretta ad operare un sostanzioso restyling societario e tecnico - che potremmo chiamare downsizing - dovuto a mancati introiti degli sponsor, puntando al mantenimento della categoria.
Dopo l'annunciato restyling della squadra con il nuovo obiettivo salvezza, e numerose sconfitte condite con pochi pareggi e una vittoria (in casa, 1-0 all'Imolese), il 4 aprile 2024 Maurizio De Simone viene arrestato insieme ad altre persone per una maxi-truffa sui bonus europei per il PNRR (tra cui anche l'ex Presidente Lehmann). L'indagine, portata avanti dalla Guardia di Finanza di Venezia, rileva che anche la Pistoiese, in gravissima crisi finanziaria, sia stata utilizzata per la truffa. Due giorni dopo, sabato 6 aprile, la squadra e lo staff tecnico annunciano che non prenderanno parte alla trasferta di Lodi contro il Fanfulla del giorno seguente. Anche nel fine di settimana seguente, quando avrebbe dovuto giocare contro il Sangiuliano City in casa, la squadra non si è presentata causando così la matematica esclusione dal campionato di Serie D.

#### La radiazione e la ricostituzione del 2024
Nella primavera del 2024 l'imprenditore genovese Sergio Iorio, Ceo di Italmatch Chemicals, ha scritto una lettera d'intenti ai tifosi del club e al sindaco di Pistoia Alessandro Tomasi nella quale si impegnava a rinnovare la tradizione sportiva della Pistoiese; a ciò ha fatto seguito la costituzione del Pistoia Football Club, formatosi a seguito di acquisizione del titolo sportivo dell'Aglianese e trasferimento societario.
Dopo il deposito, il 15 maggio, della sentenza di fallimento della US Pistoiese 1921 a seguito di riscontrati dissesti economici e bancarotta fraudolenta, Fabio Fossati, azionista del Pistoia FC, si è aggiudicato per 20000 € i diritti di utilizzo del nome dello sciolto club messi all'asta dal curatore fallimentare, grazie a cui il neonato Pistoia FC ha cambiato il nome in Pistoiese FC . In seguito al trasferimento fu assegnata al nascente club la serie D, categoria detenuta dall'Aglianese.
La Fc Pistoiese appartiene a Sergio Iorio per il 50% e, paritariamente a Maurizio Turci manager ligure. Il direttore sportivo è l'ex calciatore Massimo Taibi, e la guida tecnica della prima squadra è stata affidata all'allenatore Antonio Andreucci.
Dal 1 ottobre 2024 Fabio Fondatori è stato nominato Amministratore Delegato. Fondatori era stato Presidente nel 2009, come figura istituzionale visto il ruolo di Capo di Gabinetto del Sindaco di Pistoia, nell'anno della rinascita della Us Pistoiese 1921.
La prima stagione arancione targata Iorio si è conclusa con un quinto posto in Serie D girone D e l'immediata uscita ai play-off contro il  Ravenna.

## Colori e simboli

### Colori
(Marcello Melani, presidente dal 1974 al 1984.)
Il colore sociale della Pistoiese è l'arancione. Tale scelta cromatica, sebbene non riprenda i colori della città di Pistoia - il bianco e il rosso - rende la divisa una fra le maggiormente caratteristiche del panorama calcistico italiano. L'arancione fu varato negli anni 20 del XX secolo, allorquando un consigliere, nel bel mezzo della discussione per scegliere i colori, mostrò ai presenti la classica divisa della nazionale dei Paesi Bassi. La caratteristica cromatica che lega la Pistoiese alla nazionale Orange ha fatto sì che la società toscana venisse ribattezzata, nel corso degli anni, Olandesina.
Nel corso degli anni all'arancione è stato spesso accostato il blu, in differenti tonalità. Talvolta la Pistoiese ha indossato un più classico completo composto da casacca arancione e calzoncini blu. Nella stagione 2000-2001 fu utilizzata una divisa palata arancioblu, mentre nella stagione 2014-2015 il blu fu limitato ad un'atipica "V" collocata sul petto..
In alcune stagioni, ad esempio nell'annata 2015-2016, sono stati adottati calzoncini ed inserti bianchi.

### Simboli ufficiali

#### Stemma
Inizialmente la società adottò un semplice monogramma recante l'acronimo USP, che si rinnovò in successive versioni, spesso inglobato in uno scudo a sfondo a scacchi bianco e rosso (dai colori della città di Pistoia).
Negli anni 70 del XX secolo si utilizzò uno stemma dalla forma rettangolare, insolita e davvero unica nel suo genere: nella parte superiore presentava scacchi bianchi e rossi; al centro una banda arancione su cui era presente la scritta US inserita in un cerchio a sfondo nero e con circonferenza dorata, mentre nella parte inferiore la scritta dorata "PISTOIESE" in maiuscolo, a sfondo nero. Tale marchio non fu mai utilizzato sulle maglie da gioco, neppure in seguito alla promozione in Serie A.
A due anni dal fallimento del 1988 si decise di utilizzare il simbolo araldico del Comune di Pistoia, incastonandolo poi in via definitiva in uno scudo (inizialmente, infatti, fu proposto a foggia circolare) nella cui parte superiore era inscritta la sigla arancione "A.C. PISTOIESE", nuova denominazione societaria, su sfondo blu. Nella parte inferiore, caratterizzata dallo sfondo arancione, troneggiava una versione stilizzata dello stemma di Pistoia, costituito da uno scudo a scacchi bianchi e rossi, sormontato dalla corona della città e sostenuto da due orsi (il "Micco") con la testa rivolta all'indietro, dotati di un mantello tipico dell'abbigliamento degli araldi, disegnato sempre a scacchi bianchi e rossi (come richiamo al disegno dello scudo). Tale Logo resterà sulle maglie del club fino al fallimento, targato Bortolotti, del 2009.
In quell'anno la nuova società presieduta da Fabio Fondatori, in un'ottica di richiamo alla storia del club e dei simboli di Pistoia, fece una ricerca sull'araldica del club e, in particolare, su quelli dell'epoca Melani, pensando di rispolverare il vecchio logo rettangolare, attualizzandolo: al suo interno nella parte superiore resta una trama a scacchi bianchi e rossi, colori della città, mentre al centro è presente una fascia arancione con all'interno un pallone da calcio di cuoio e, più in basso, un'altra di colore blu contenente la nuova denominazione sociale "U.S. PISTOIESE 1921", che rappresentava un ritorno alle origini anche in questo senso.
In occasione del centenario, che sarebbe avvenuto nel 2021, solamente nella stagione 2020-2021 è stato adottato un nuovo logo, che nell’occasione sostituisce quello di forma rettangolare che, con la sua unicità, ha accompagnato la rinascita degli “inferi” della sesta serie, cui il club era piombato nell’Estate del 2009 fino alla conquista della Lega Pro e il consolidamento nei professionisti. Il sito ufficiale della Pistoiese riporta: «Il logo del Centenario è una proiezione del percorso dei simboli utilizzati nei primi cento anni di vita del club. Dal primo monogramma USP si sviluppa una forma riconducibile agli anni storici della Pistoiese, ma ben divisa con alternanza arancione e blu ed elaborata in forma attuale. I due micchi, rappresentati in chiave moderna ed appositamente disegnati per la US Pistoiese, proteggono il simbolo USP e al centro campeggia in maniera imponente l’anno di fondazione il 1921, che sarà affiancato anche dal 2021. Per sancire come in questa annata, oltre il simbolo sportivo, si intenda sviluppare la mission sociale, campeggia nel marchio il tag della parità di genere, realizzato anch’esso in modo esclusivo, così come ha caratteristiche di unicità relativo progetto presentato nello scorso mese di aprile dalla Pistoiese all’Unione europea. L’immagine di un uomo e una donna che calciano insieme il pallone esprime il concetto che anche nello sport la parità di genere debba essere un valore da raggiungere. Interessante rilevare che la simbologia del Micco, emblema di Pistoia, sul quale la società ha puntato molto nelle ultime stagioni diventa fondamentale nel nuovo percorso della società. L’Orso è un animale totem che indica il legame tra cielo e terra. Esso incarna qualità positive come il coraggio, la gentilezza, la grande volontà e la forza».
Dalla stagione seguente si è deciso di riutilizzare il solo monogramma USP di colore bianco, già incastonato nel logo del centenario, inserendolo in una forma a foggia di corona circolare a sfondo arancione e bordo blu, proponendolo de facto come nuovo stemma, pur senza essere presentato ufficialmente. Il nuovo logo, infatti, è ben visibile nel sito ufficiale, sulle maglie, e generalmente in tutte le comunicazioni istituzionali.
Con la radiazione del 2024, la nuova proprietà incarica l’agenzia di comunicazione Wema & Supernova di realizzare un nuovo logo. Questa la dichiarazione di Alex Marraccini, Project Manager dell'Agenzia: «Questo lavoro è stato realizzato seguendo le richieste della società, agendo assieme alle persone che hanno deciso di rilanciare il club. L’obiettivo era quello di creare un logo che guardasse al futuro restando comunque in continuità con la tradizione della Pistoiese. I valori dello stemma, infatti, sono quelli del coraggio e del senso di appartenenza, come per l’appunto si vede anche nello scudo. Il “naming” è la parte più moderna, con le lettere FCP che rimando al nome della squadra. Trattandosi di calcio, inoltre, abbiamo inserito anche una scacchiera arancione, oltre al riferimento all’anno di fondazione. Il logo fa parte di una strategia di marketing più ampia, essendo adattabile all’uso cartaceo e digitale».

Stemma rettangolare utilizzato negli anni 70 fino ai primi anni 80.
Lo stemma utilizzato dal 1990 al 2009, al cui interno troneggiava il simbolo comunale di Pistoia.
Lo stemma vintage adottato con la rifondazione del 2009 e utilizzato fino al 2020.
Lo stemma del Centenario utilizzato nella sola stagione 2020-2021.
Il monogramma della U.S. Pistoiese 1921, in uso quale stemma dalla stagione 2021-2022 fino al fallimento del 2024.
Il logo della Pistoiese FC in uso dal 2024

#### Inni
Sono cinque gli inni che hanno accompagnato la Pistoiese nei suoi primi cento anni. Il primo datato 1927. Il più gettonato e per questo considerato dai più una sorta di inno ufficiale è l'Inno alla Pistoiese ed è opera del maestro Mario Menichini. Suona il complesso Michele e i Baroni. Copertina del 45 giri a cura del vignettista "Bac".

## Strutture

### Stadio e Palafornaci
Il primo campo da gioco della Pistoiese fu lo stadio Monteoliveto. Costruito nel 1922 su un terreno di proprietà di Ciro Papini (primo presidente della società), era dotato di piccoli spalti che potevano contenere un massimo di 4 500 spettatori, sebbene in alcune occasioni si arrivò ad ospitarne fino a diecimila. La struttura dello stadio prevedeva una tribuna principale in legno, adagiata sulle mura trecentesche del centro storico della città, i popolari, che furono ricostruiti in cemento dopo la guerra, e gli spogliatoi ricavati da una stalla. Nel 1947 fu costruito il velodromo che ospitò, fra gli altri, Fausto Coppi e Gino Bartali.
L'impianto fu abbandonato nel 1966 dopo la disputa di 582 partite ufficiali. L'ultimo incontro fu un Pistoiese-Rimini giocato nell'autunno del 1966. Nel 1972 lo stadio fu demolito per far posto a un giardino pubblico.
Successivamente la Pistoiese si trasferì nel nuovo stadio comunale, intitolato al presidentissimo Marcello Melani nel 2006. L'impianto fu inaugurato con una partita fra la formazione di casa e la squadra brasiliana del Vasco da Gama. La struttura dello stadio, che inizialmente prevedeva solo tribuna e gradinata, è stata progressivamente modificata nel corso del tempo, fino alla costruzione delle due curve nel 1980 e nel 1999.
Il campo della Pistoiese Futsal invece è il Palafornaci nella zona delle Fornaci a Pistoia.

## Società

### Organigramma Societario
Dal sito internet ufficiale della società.
- Sergio Iorio - Presidente
- Gianni Trombetta - Vice Presidente
- Fabio Fondatori - Amministratore Delegato
- Massimo Taibi - Direttore Sportivo
- Giampaolo Pazzini - Coordinatore Area Tecnica e Gestionale
- Renato Galli - Coordinatore Settore Giovanile
- - Responsabile Settore Giovanile
- - Segretario Settore Giovanile
- - Responsabile Ufficio Stampa
- - Fotografo Ufficiale
- - Responsabile Biglietteria
- - Delegato Gestione Evento
- Vannino Vannucci (Vannucci Piante) - Main Sponsor

### Sponsor
Di seguito lo cronologia dei fornitori tecnici e degli sponsor ufficiali.
| Cronologia degli sponsor tecnici - fino al 1980 ... - 1980-1981: Puma - 1981-1982: ... - 1982-1983: Dubln - 1984-1991: ... - 1991-1992: Erreà - 1992-1998: Asics - 1998-2001: Erreà - 2001-2003: Garman - 2003-2014: Asics - 2014-2022: Legea - 2022-2024: Magma - 2024-2026: Erreà | Cronologia degli sponsor ufficiali - 1980-1984 ... - 1984-1987 Calzature Dromedario - 1987-1988 Salvestrini Concessionaria Fiat - 1988-1989 Ankel Beer - 1989-1990 non presente - 1990-1991 Centro Adua - 1991-1993 Conad - 1993-1994 Piante Pistoia - 1994-2023 Vannucci Piante - 2023-2024 Vannucci Piante 30° - 2024- Vannucci Piante |

### Settore giovanile
Il settore giovanile arancione è formato da 4 squadre maschili partecipanti ai campionati (Berretti, Allievi Nazionali A e B e Giovanissimi Nazionali), una partecipante a livello regionale (Giovanissimi Regionali), oltre a 2 rappresentative di Esordienti e una di Pulcini.

### Futsal
La squadra viene fondata nel 2024 con la collaborazione della nuova società con alcuni dirigenti dello storico Futsal Pistoia. Disputa il campionato di Serie C2.

## Cultura di massa
- Il cantautore Francesco Guccini è uno storico simpatizzante della Pistoiese[59]
- Lo scrittore Cristian Vitali, che nel suo Calciobidoni del 2010 cita l'ex giocatore della Pistoiese Luís Sílvio definendolo il “bidone” per antonomasia, nonostante sia di origini laziali e tifoso milanista, ha ammesso di simpatizzare anche per i colori del club in arancione[60]
- Nel film L'allenatore nel pallone del 1983 si fa un riferimento ellittico alla Pistoiese quando la Longobarda, squadra neopromossa in serie A, acquista un attaccante brasiliano sconosciuto (riferimento al citato Luís Sílvio); più recentemente, nel film del 2013 Un fantastico via vai, il protagonista e regista Leonardo Pieraccioni cita una fantomatica rivalità sportiva tra Pistoiese e Real Madrid.

## Allenatori e presidenti
Di seguito la cronologia di allenatori e presidenti.
- 1921-1924  Dezső Kőszegi
- 1924-1925 commissione tecnica
- 1925-1926  Géra Ederly
- 1926-1927  György Kőszegi
- 1927-1928  Géra Ederly
- 1928-1929  Emerich Hermann
- 1929-1930  Árpád Hajós
- 1930-1932  János Nehadoma
- 1932-1933  Dezső Kőszegi
- 1933-1934  Pál Szalay
- 1934-1935  István Mészáros
- 1935-1936  István Mészáros (1ª-?ª)
 Leonardo Mione (?ª-?ª)
 Dezső Kőszegi (?ª-34ª e spareggi)
- 1936-1937  József Zilisy
- 1937-1939  Elio Civinini
- 1939-1940  Elio Civinini e  Aldo Baldi
- 1945-1946  Renato Nigiotti
- 1946-1947  Árpád Hajós
- 1947-1948  Ottorino Dugini
- 1948-1949  Remo Galli (1ª-?ª)
 Giovanni Vecchina (?ª-40ª)
- 1949-1950  Giovanni Vecchina (1ª-?ª)
 Egidio Turchi (?ª-40ª)
- 1950-1951  Egidio Turchi
- 1951-1952  Aldo Querci (1ª-?ª)
 Silvano Manzini (?ª-?ª)
 Natale Faccenda (?ª-34ª)
- 1952-1954  Bruno Cappellini
- 1954-1955  Bruno Cappellini (1ª-?ª)
 Ferrero Alberti (?ª-34ª)
- 1955-1956  Ferrero Alberti
- 1956-1957  Leonardo Costagliola (1ª-?ª)
 Marino Bergamasco (?ª-?ª)
 Aldo Olivieri (?ª-?ª)
 Alberto Tuci (?ª-34ª)
- 1957-1959  Giuliano Tagliasacchi
- 1959-1960  Aredio Gimona
- 1960-1961  Giuliano Tagliasacchi
- 1961-1962  Italo Acconcia (1ª-?ª)
 Ardico Magnini (?ª-34ª)
- 1962-1963  Aredio Gimona (1ª-?ª)
 Ardico Magnini (?ª-34ª)
- 1963-1964  Eliseo Lodi (1ª-?ª)
 Giuseppe Baldini (?ª-?ª)
 Ronaldo Lomi (?ª-34ª e spareggio)
- 1964-1965  Ardico Magnini (1ª-?ª)
 Mario Mori (?ª-?ª)
 Natale Faccenda (?ª-34ª)
- 1965-1966  Natale Faccenda (1ª-?ª)
 Edmondo Bonansea (?ª-34ª)
- 1966-1967  Mauro Mari
- 1967-1968  Mauro Mari (1ª-?ª)
 Giuliano Tagliasacchi (?ª-38ª e spareggio)
- 1968-1969  Ugo Pozzan
- 1969-1970  Ugo Pozzan (1ª-?ª)
 Angelo Becchetti (?ª-?ª)
 Ugo Pozzan (?ª-?ª)
 Ronaldo Lomi (?ª-38ª)
- 1970-1971  Quinto Bertoloni (1ª-?ª)
 Mario Caciagli (?ª-34ª)
- 1971-1972  Lorenzo Vellutini (1ª-12ª)
 Gino Giaroli (13ª-34ª e spareggio)
- 1972-1973  Renzo Melani (1ª-?ª)
 Bruno Bolchi (?ª-34ª)
- 1973-1974  Bruno Cappellini (1ª-?ª)
 Ettore Mannucci (?ª-?ª)
 Tito Bini (?ª-34ª)
- 1974-1976  Dino Ballacci
- 1976-1977  Bruno Bolchi
- 1977-1978  Bruno Bolchi (1ª-11ª)
 Enzo Riccomini (12ª-38ª)
- 1978-1980  Enzo Riccomini
- 1980-1981  Lido Vieri (1ª-6ª)
 Lido Vieri ed  Edmondo Fabbri (D.T.) (7ª-30ª)
- 1981-1982  Lauro Toneatto
- 1982-1984  Enzo Riccomini
- 1984-1985  Antonio Gianmarinaro (1ª-?ª)
 Mario Caciagli (?ª-34ª)
- 1985-1986  Nello Santin
- 1986-1987  Natalino Fossati
- 1987-1988  Marcello Lippi
- 1988-1989  Rolando Lomi (1ª-?ª)
 Carmelo Palilla (?ª-34ª)
- 1989-1992  Gian Piero Ventura
- 1992-1993  Gianfranco Bellotto
- 1993-1995  Roberto Clagluna
- 1995-1996  Roberto Clagluna (1ª-24ª)
 Giampiero Vitali (25ª-38ª)
- 1996-1997  Enrico Catuzzi (1ª-8ª)
 Gianfranco Casarsa (9ª-12ª)
 Carmelo Bagnato (13ª-21ª)
 Enrico Catuzzi (22ª-34ª e play-out)
- 1997-1998  Patrizio Sala
- 1998-2000  Andrea Agostinelli
- 2000-2001  Giuseppe Pillon (1ª-17ª)
 Domenico Caso (18ª-27ª)
 Walter Nicoletti (28ª-38ª)
- 2001-2002  Walter Nicoletti (1ª-5ª)
 Paolo Stringara (6ª-32ª)
 Walter Nicoletti (33ª-38ª)
- 2002-2003  Walter Mazzarri
- 2003-2004  Massimo Ficcadenti
- 2004-2005  Bruno Tedino
- 2005-2006  Bruno Tedino (1ª-7ª)
 Stefano Di Chiara (8ª-34ª)
- 2006-2007  Bruno Tedino
- 2007-2008  Francesco D'Arrigo (1ª-10ª)
 Andrea Bellini (11ª-13ª)
 Mario Ansaldi (14ª-29ª)
 Corrado Benedetti (30ª-34ª e play-out)
- 2008-2009  Roberto Miggiano (1ª-9ª)
 Salvatore Polverino (10ª-22ª)
 Moreno Torricelli (23ª-34ª e play-out)
- 2009-2010  Oliviero Di Stefano (1ª-27ª)
 Brunero Bianconi (28ª-34ª e play-off)
- 2010-2011  Riccardo Agostiniani
- 2011-2012  Riccardo Agostiniani (1ª-3ª)
 Alessandro Birindelli (4ª-9ª)
 Paolo Indiani (10ª-38ª)
- 2012-2013  Leonardo Gabbanini (1ª-23ª)
 Massimo Morgia (24ª-34ª e play-off)
- 2013-2014  Massimo Morgia
- 2014-2015  Cristiano Lucarelli (1ª-24ª)
 Stefano Sottili (25ª-38ª)
- 2015-2016  Massimiliano Alvini (1ª-30ª)
 Valerio Bertotto (31ª-34ª)
- 2016-2017  Gian Marco Remondina (1ª-27ª)
 Gianluca Atzori (28ª-38ª)
- 2017-2018  Paolo Indiani
- 2018-2019  Paolo Indiani (1ª-8ª)
 Antonino Asta (9ª-38ª)
- 2019-2020  Giuseppe Pancaro
- 2020-2021  Nicolò Frustalupi (1ª-12ª)
 Giancarlo Riolfo (13ª-29ª)
 Stefano Sottili (30ª-38ª)
- 2021-2022  David Sassarini (1ª-18ª)
 Giovanni Lopez (19ª-23ª)
 Marco Alessandrini (24ª-38ª e play-out)
- 2022-2023  Emmanuel Cascione (1ª-10ª)
 Luigi Consonni (11ª-34ª)
- 2023-2024  Luigi Consonni (1ª-7ª)
 Manolo Manoni (8ª-9ª)
 Luigi Consonni (10ª-16ª)
 Gabriele Parigi (17ª-31ª)[62]
- 2024-2025  Domenico Giacomarro (1ª-10ª)
 Alberto Villa (11ª-34ª e play-off)
- 2025-2026  Antonio Andreucci

- 1921-1924  Ciro Papini
- 1924-1925  Francesco Tuci
- 1925-1926  Francesco Vallecorsi
- 1926-1927  Pindaro Polandri
- 1927-1928  Arturo Chiti
- 1928-1929  Guido Monciatti
- 1929-1930  Console Pirelli
- 1930-1931  Franco Cottini
- 1931-1932  Roberto Guazzini
- 1932-1933  Pindaro Palandri
- 1933-1934  Armando Barlesi
 Gamucci Cancellieri
- 1934-1936  Agostino Chiti
- 1936-1937  Roberto Guazzini
 Mario Pasqualucci
- 1937-1938  Armando Mariotti
- 1938-1940  Mario Nesi (comm. straord.)
- 1945-1947  Elio Civinini
- 1947-1948  Piero Sala (comm. straord.)
- 1948-1949  Elio Civinini
- 1949-1950  Giorgio Braccesi
- 1950-1951  Tommaso Morandi
 Raffaello Niccolai (comm. straord.)
- 1951-1952  Francesco Bartoletti
- 1952-1955  Torquato Bonacchi
- 1955-1957  Vannino Vannucci
- 1957-1958  Palmiro Foresi
- 1958-1960  Raffaello Niccolai
- 1960-1961  Valtiero Filippi
- 1961-1962  Valtiero Filippi
 Silvano Gestri
- 1962-1963  Giovan Carlo Iozzelli
 Tiziano Palandri (comm. straord.)
 Giorgio Gori (comm. straord.)
- 1963-1964  Tiziano Palandri
 Osvaldo Tuci
- 1964-1965  Osvaldo Tuci
 Osvaldo Gori
- 1965-1972  Oriano Ducceschi
- 1972-1973  Oriano Ducceschi
 Ezio Gotti
- 1973-1974  Fabio Giovannelli
- 1974-1984  Marcello Melani
- 1984-1988  Roberto Dromedari
- 1988-1989  Mario Frustalupi
- 1989-1997  Roberto Maltinti
- 1997-1998 Comitato di gestione
 Luciano Bozzi
- 1998-2003  Luciano Bozzi
- 2003-2005  Anselmo Fagni
- 2005-2007  Maurizio Fagni
- 2007-2009  Massimiliano Braccialini
- 2009-2010  Fabio Fondatori
- 2010-2022  Orazio Ferrari
- 2022-2023  Stephan Lehmann
 Giancarlo Iacovello
 Alessandro Gammieri (Amministratore Unico)[63]
- 2023-2024  Matilde Jace
- 2024-oggi  Sergio Iorio

## Calciatori

### Capitani
- ... (1921-1976)

Sergio Borgo, capitano dal 1976 al 1985

- Sergio Borgo (1976-1985)
- ... (1985-1988)
- Andrea Bellini (1988-1996)
- ... (1996-1998)
- Andrea Bellini (1998-2004)
- Lorenzo Collacchioni (2004-2005)
- Francesco Valiani (2002-2005)
- Davide Carfora (2005-2008)
- Giovanni Cipolla (2008-2009)
- Filippo Breschi (2009-2010)
- Gabriele Gemignani (2009-2010)
- Francesco Calanchi (2010-2012)
- Fabrizio Anzalone poi Alessandro Gambadori (2012-2014)
- Vito Di Bari (2014-2016)
- Corrado Colombo (2016-2017)
- Giusto Priola (2017)
- Gregorio Luperini (2018-2019)
- Francesco Valiani (2019-2021)
- Andrea Caponi (2022-2024)
- Francesco Bertolo (2024-presente)

## Palmarès

### Competizioni nazionali
- Prima Divisione : 1

1927-1928  (girone C) 
- Serie C: 1

1976-1977 (girone B)
- Coppa Arpinati: 1

1927
- Torneo Postcampionato: 1

1945-1946

### Competizioni interregionali
- Serie C2: 1

1992-1993 (girone B)
- Serie D: 4

1958-1959 (girone E)
1974-1975 (girone E)
1990-1991 (girone A)
2013-2014 (girone E)

### Competizioni regionali
- Terza Divisione Toscana: 2

1922-1923
1923-1924
- Promozione Toscana : 1

1952-1953 (girone A)
- Eccellenza Toscana: 1

2010-2011 (girone A)

### Altri piazzamenti
- Serie B:

Secondo posto: 1979-1980
Terzo posto: 1934-1935 (girone B), 1946-1947 (girone A)
- Serie C1:

Secondo posto: 1994-1995 (girone A)
Vittoria play-off: 1998-1999
- Serie C2:

Terzo posto: 1985-1986
- Serie D:

Secondo posto: 1970-1971 (girone E), 1971-1972 (girone E), 2022-2023 (girone D)
Terzo posto: 1972-1973 (girone E)
- Eccellenza:

Secondo posto: 2009-2010 (girone B)
- Coppa Italia Semiprofessionisti:

Semifinalista: 1975-1976
- Coppa Ottorino Mattei:

Finalista: 1957-1958
- Coppa Italia Dilettanti:

Finalista: 1989-1990
- Coppa Italia Dilettanti Toscana:

Finalista: 2009-2010

## Statistiche e record

### Partecipazione ai campionati
In 82 stagioni sportive disputate a partire dall'esordio nella Lega Nord, compresi 1 torneo di Divisione Nazionale (A), 4 tornei di Seconda Divisione (B) e 5 tornei di Serie C2. Non sono comprese le annate 1940-45 in cui la Pistoiese fu inattiva, e i tornei del Comitato Regionale Toscano cui afferiva antecedentemente il 1924 e brevemente dopo i fallimenti del 1937 e del 2009.
| Livello | Categoria                           | Partecipazioni | Debutto   | Ultima stagione | Totale |
| ------- | ----------------------------------- | -------------- | --------- | --------------- | ------ |
| 1º      | Divisione Nazionale                 | 1              | 1928-1929 | 1928-1929       | 2      |
| 1º      | Serie A                             | 1              | 1980-1981 | 1980-1981       | 2      |
| 2º      | Seconda Divisione                   | 2              | 1924-1925 | 1925-1926       | 23     |
| 2º      | Prima Divisione                     | 2              | 1926-1927 | 1927-1928       | 23     |
| 2º      | Serie B                             | 19             | 1929-1930 | 2001-2002       | 23     |
| 3º      | Serie C                             | 27             | 1936-1937 | 2021-2022       | 40     |
| 3º      | Serie C1                            | 13             | 1984-1985 | 2008-2009       | 40     |
| 4º      | Promozione                          | 1              | 1951-1952 | 1951-1952       | 20     |
| 4º      | IV Serie                            | 4              | 1953-1954 | 1956-1957       | 20     |
| 4º      | Campionato Interregionale           | 1              | 1958-1959 | 1958-1959       | 20     |
| 4º      | Serie D                             | 9              | 1970-1971 | 2025-2026       | 20     |
| 4º      | Serie C2                            | 5              | 1985-1986 | 1992-1993       | 20     |
| 5º      | Campionato Interregionale - 2ª Cat. | 1              | 1957-1958 | 1957-1958       | 7      |
| 5º      | Campionato Interregionale           | 3              | 1988-1989 | 1990-1991       | 7      |
| 5º      | Serie D                             | 3              | 2011-2012 | 2013-2014       | 7      |

### Statistiche di squadra
- Campionati disputati: 1 (1980-1981)
- Partite giocate: 30
- Vittorie: 6
- Pareggi: 4
- Sconfitte: 20
- Gol fatti: 19
- Gol subiti: 46
- Vittoria più larga in casa: Pistoiese-Como 2-0
- Vittoria più larga in trasferta: Catanzaro-Pistoiese 1-3
- Sconfitta più pesante in casa: Pistoiese-Roma 0-4
- Sconfitta più pesante in trasferta: Juventus-Pistoiese 4-1, Perugia-Pistoiese 3-0, Avellino-Pistoiese 3-0
- Giocatore più presente: Poerio Mascella 30 presenze
- Miglior marcatore: Vito Chimenti 9 gol

### Statistiche individuali
Il calciatore che detiene il record di presenze con la maglia della Pistoiese è il difensore Andrea Bellini (396 presenze). Il secondo fra i primatisti di presenze è Sergio Borgo (268), che proprio come Bellini portò per svariate annate la fascia di capitano. Il miglior marcatore di sempre è invece Cesare Cecchi (76 reti), seguito da Roberto Mangani (64). Il miglior marcatore nei campionati di massima serie è Elio Civinini, detto Zizzì, che mise a segno 12 reti nel torneo 1928-1929. Le 9 reti messe a segno da Vito Chimenti nel campionato di 1980-1981 valgono all'attaccante la palma di miglior realizzatore degli orange in Serie A.
Di seguito i primatisti di presenze e reti.
| Record di presenze - 396 Andrea Bellini - 268 Sergio Borgo - 199 Alberto Nardi - 182 Francesco Valiani - 181 Fabrizio Berni - 178 Lorenzo Collacchioni | Record di reti - 76 Cesare Cecchi - 64 Roberto Mangani - 56 Elio Civinini - 38 Carlo Bigoni - 27 Simone Motta |

## Tifoseria

### Storia
I primi gruppi Ultras a Pistoia nascono nella seconda metà degli anni '70, con soprattutto gli Ultras Pistoia. Nel 1982 nascono le Brigati Arancioni, gruppo Ultras più importante mai esistito a Pistoia. La Curva Nord coperta è la sede storica del tifo arancione, e venne costruita nell'anno della promozione in Serie A (stagione 1979-1980), durante la gestione del presidente Melani. I gruppi organizzati principali erano le Brigate Arancioni (attive dal 1982 al 1999) ed il Club 82 (attivo dal 1975 al 2003). Le Brigate Arancioni si sciolsero nel 1999, dopo la trasferta di Montevarchi, quando dopo la partita alcuni massimi esponenti del gruppo riuscirono a salire sul bus della squadra, che venne attaccata verbalmente e fisicamente per lo scarso impegno messo in campo. La gogna pubblica, le diffide e i diverbi all'interno del gruppo portarono allo scioglimento delle storiche Brigate Arancioni. Successivamente, nacquero i gruppi degli Ultras Pistoia (attivi dal 1999), composti dalle nuove generazioni e che prese il comando della Curva Nord dopo le brigate, i 1982 (attivi dal 1999) formato dal direttivo delle Brigate Arancioni che inizialmente uscirono dalla Curva Nord per piazzarsi in gradinata, per poi tornare in Curva Nord dopo 7 anni, Le Vecchie Brigate (dal 1995), i Barba Group, i Balordi, il Ceppa Clan, le Menti Perdute e i Tipi Loschi (attivi negli anni 90 fino agli inizi del 2000). Dagli anni 2000, poi, nacquero gli Ultima Guardia (attivi dal 2007 al 2013) e Curva Nord 1921 (attivo dal 2013 al 2016). Colpa di fallimenti, risultati poco appaganti e gestione societaria scadente degli ultimi venti anni il movimento Ultras a Pistoia si è ristretto ma non ha fermato la voglia di tifare e adesso il gruppo portante della curva nord è MilleNovecentoVentuno, seguito dagli storici 1982, Tutt'intinti, 21Aprile e Only Orange. L’11 maggio 2024, dopo 25 anni di attività, il gruppo storico 1982 si è sciolto.

### Gemellaggi e rivalità
La tifoseria arancione è gemellata con quelle del Venezia e del Vis Pesaro. In passato c'era un legame con la curva del Siena e con il Modena, interrotti mantenendo rispetto reciproco. Vengono considerate tifoserie rivali quelle del Prato, della Lucchese,del Livorno, del Pisa, del Como, del Varese, del Piacenza, dell'Empoli, del Brescia, del Mantova, del Cesena, del Rimini, del Bologna, del Ravenna, del Padova, del Treviso, del Pescara, del Giulianova, dello Spezia, del Montevarchi, del Viareggio, della Massese, del Napoli dell'Arezzo e del Lecco.